# Endasys analis
Endasys analis är en stekelart som först beskrevs av Thomson 1883.  Endasys analis ingår i släktet Endasys och familjen brokparasitsteklar. Arten är reproducerande i Sverige. Inga underarter finns listade i Catalogue of Life.